# Thomas Finney
Sir Thomas Finney (Preston, 5 d'abril de 1922 - Preston, 14 de febrer de 2014) fou un futbolista anglès de mitjans de segle xx, que jugava com a davanter.

## Biografia
Els seus inicis futbolístics coincidiren amb la Segona Guerra Mundial. Va lluitar a Egipte durant aquests anys on pogué disputar algun partit amistós de futbol, en un dels quals coincidí amb l'actor Omar Sharif.
El cas de Tom Finney, a més de la seva gran qualitat futbolística, és de remarcar dins del futbol anglès per la seva fidelitat al club de la seva ciutat, el Preston North End, on transcorregué tota la seva carrera esportiva entre 1946 i 1960. Mai va guanyar un gran trofeu, al tractar-se d'un equip bastant modest. L'any 1952 va rebutjar una gran oferta per jugar al futbol italià del Palerm. Pel que fa a la selecció anglesa, hi disputà un total de 76 partits, amb 30 gols marcats, entre 1946 i 1958.
El 1998 fou escollit per la Football League a la llista de les 100 llegendes del futbol anglès.

## Trajectòria esportiva
- Preston North End FC: 1946-1960 (433 partits, 187 gols).

## Títols i guardons
- 2 cops Futbolista de l'any per l'Associació d'Escriptors de Futbol: 1954, 1957.
- Orde de l'Imperi Britànic (1961) i nomenat cavaller (1998).
- El 1970 entrà en una llista dels 50 primers millors jugadors del Futbol Anglès